# Radostin Kisjisjev
Radostin Prodanov Kisjisjev (bulgariska: Радостин Кишишев) född 30 juli 1974, är en före detta fotbollsspelare från Bulgarien. 
Kisjisjev spelade som försvarare för bland annat PFC Litex Lovech i A Grupa som är den högsta ligan i Bulgarien. Han har annars ett förflutet på dom brittiska öarna där han spelat för klubbar som Charlton Athletic FC, Leeds United AFC samt Leicester City FC. Kisjisjev har representerat Bulgariens landslag vid 80 tillfällen mellan 1996 och 2007 och har deltagit i såväl EM 1996 samt VM 1998 för Bulgarien.

## Klubbar
- PFC Chernomorets Burgas 2011-2012
- Brighton & Hove Albion FC 2010-2011
- PFC Litex Lovech 2009-2010
- Leeds United AFC 2007-2008 (lån)
- Leicester City FC 2007-2008
- Charlton Athletic FC 2000-2007
- PFC Litex Lovech 1998-2000
- Bursaspor 1997-1998
- PFC Naftex Burgas 1994-1997
- PFC Chernomorets Burgas 1991-1994